# No estás solo
«No estás solo» fue la canción que representó a España en el trigésimo-segundo certamen del Festival de la Canción de Eurovisión en 1987 llevado a cabo en Bruselas, capital de Bélgica. La popular canción fue compuesta por Rafael Martínez y Rafael Trabucchelli e interpretada por Patricia Kraus, hija del conocido tenor español Alfredo Kraus, quien también escribió la letra. El director de orquesta durante el festival fue Eduardo Leiva.

## Temática
La canción es un tema dedicado a la amistad, en la que Kraus intenta hacerse oír por un amigo distanciado, recordándole que él es importante y que no se encuentra solo. A lo largo de la canción, Kraus se ofrece pasar a recogerle, intentando involucrarse en su vida de manera positiva, agradeciéndole su amistad desinteresada, y queriendo evitar que él se hunda en su solitud. La letra indica la posibilidad de que el «amigo» en cuestión se encuentre aislado debido a su depresión y posiblemente considerando suicidarse.

## Recepción
En el festival de Eurovisión «No estás solo» fue la novena actuación, siguiendo a Portugal con el tema «Neste barco à vela» del grupo Nevada y precediendo a Turquía con «Şarkım Sevgi Üstüne» de Seyyal Taner & Locomotif. Al final del certamen, la canción había recibido un decepcionante total de 10 puntos, todos otorgados por el jurado griego, colocándola en un décimo-noveno lugar entre veintidós candidaturas. Este resultado, junto con el extraño vestuario y maquillaje lucido por la cantante, han hecho que «No estás solo» no figure con frecuencia entre las mejores participaciones españolas en el festival.

## Versión en inglés
Patricia Kraus grabó una versión en inglés de «No estás solo» titulada «With Love» (a veces, «With Love (No estás solo)» o «With Love (You're Not Alone)», y en español: «Con amor») que figuró como parte de algunas versiones internaciones del sencillo. Esta versión es más larga por cuestión de segundos y su letra considerablemente distinta a la de la versión en español, siendo más formal.